# Les Abbott
Leslie Pearce "Les" Abbott (9 juni 1885 – 28 september 1947) was een Australianfootballspeler die speelde voor Collingwood Football Club, Carlton Football Club, Richmond Football Club, Melbourne en South Melbourne. Hij was de eerste speler die voor vijf verschillende Victorian football League (VFL) clubs speelde. Hij speelde ook voor Port Melbourne, Brunswick Football Club en North Melbourne in de Victorian Football Association (VFA).